# Luisa Schulze
Luisa Schulze (født 14. september 1990 i Altenburg) er en tysk håndboldspiller, som spiller for SG BBM Bietigheim og Tysklands håndboldlandshold.